# José Romero Font
José Romero Font (Cartagena, 1 de marzo de 1897-ibidem, 8 de octubre de 1976), conocido como El Mariscal, fue un médico, procesionista y masón español, fundador de la Agrupación de Nuestro Padre Jesús Nazareno de la Semana Santa cartagenera.

## Biografía

### Primeros años
José Romero Font nació en 1897 en la calle Mayor de Cartagena, en el seno del matrimonio compuesto por el practicante Gregorio Romero Campoy y María Font López, aguileño él y cartagenera ella. Su bautizo tuvo lugar en la iglesia de Santa María de Gracia de la localidad, donde le fue impuesto el nombre José Rosendo.
Inducido por el ejemplo de su padre, quien ejercía como practicante municipal y vocal en la junta de la Asociación de Practicantes de Cartagena, José estudió durante su juventud en la Facultad de Medicina de la Universidad de Sevilla en Cádiz. A la vuelta a su ciudad natal, compaginó su profesión de médico con su devoción por la Semana Santa, en la que participaba como miembro de la cofradía de los marrajos. En el campo facultativo, abrió un consultorio privado en la calle del Cañón –llamada Osuna entonces–, simultaneando esta iniciativa personal con su trabajo como practicante para el Hospital de la Caridad, entre octubre de 1922 y diciembre de 1923, con el de médico provisional para la Armada en el Hospital de Marina, entre diciembre de 1922 y febrero de 1924, alcanzando más tarde la dirección del Dispensario Antivenéreo de Cartagena.
Fruto de su acceso a todos estos empleos, disfrutó de un ascenso social y económico que le permitió adquirir un coche y una casa en la localidad costera de Los Urrutias, y costear la construcción en 1927 de una terraza en su vivienda de la plaza de José María Artés, bajo planos del arquitecto Víctor Beltrí. Entretanto, fundó en aquel tiempo una nueva asociación dentro de la cofradía marraja, la Agrupación de Nuestro Padre Jesús Nazareno, y de cara a la recaudación de fondos para sus pasos procesionales optó por organizar proyecciones de películas pornográficas para sus amistades, en su propio domicilio y previo pago de entrada, con el material que obtuvo durante un viaje a París.

### Guerra civil y últimos años
Cuando empezó la guerra civil en 1936, las actividades religiosas se vieron interrumpidas e imperó un clima de persecución, pues Cartagena había quedado en posesión del bando republicano y en los primeros días del conflicto el control de la situación recayó en las milicias revolucionarias, de ideología notablemente anticlerical. En este periodo de disturbios fue destruida la mayor parte del patrimonio artístico depositado en las iglesias e instituciones católicas de la localidad, siendo José Romero testigo de estas acciones mientras desempeñaba sus funciones en la Casa de Misericordia. Las nuevas autoridades requisaron su coche, y en agosto de 1937 él mismo era arrestado por el Servicio de Información Militar bajo cargos de espionaje e internado en la checa del castillo de la Atalaya, donde fue interrogado a base de torturas y desde donde pasó luego a la cárcel de San Antón previo juicio por el Tribunal Popular Especial. Eventualmente fue liberado antes del fin de la contienda.
En la posguerra retomó el liderazgo de la agrupación marraja y logró renombre por recuperar para la cofradía un fragmento de las obras de imaginería devastadas. Entre otras actuaciones de su segundo mandato despuntaron el hacerse en 1942 responsable de los granaderos marrajos, su presencia como comisario general en la Junta de Mesa de la cofradía conformada en 1944, y sus gestiones en 1950 para que el Nazareno pudiera volver a desfilar en la procesión del Santo Entierro. Paralelamente, en 1949 había creado el Tercio de Caballeros Cadetes Granaderos, destinado para niños, y aunque en 1955 cesó como presidente de la subcofradía, continuó dirigiendo a los cadetes.
El 8 de octubre de 1976 falleció en Cartagena, a la edad de 79 años. Dejó tres hijos, habidos de su matrimonio con la cartagenera Josefa Galiana Payrot: Carlos Romero Galiana (1927-2008), médico y político, entre otras ocupaciones; María del Carmen Romero Galiana; y María Luisa Romero Galiana, quien siguió sus pasos en el Nazareno, recibiendo de la agrupación reconocimientos como el Morrión de Oro (1998) o el nombramiento de «madrina» (2017), así como el Estandarte de Oro de la cadena COPE en 2016.

## Vida privada
Como su padre y muchos otros procesionistas cartageneros de su era, José Romero era masón. En 1927 se unió junto a su hermano Andrés a la logia Aurora, adscrita al Gran Oriente Español y activa en la Región de Murcia entre los años 1877 y 1938, y en ella adoptó el nombre simbólico de Roldán, reclamado previamente por su progenitor. Es posible que el motivo de su adhesión a esta sociedad fuera su carácter filantrópico, puesto que él mismo solía atender de forma gratuita o mediante pago en especie –productos agrícolas en el caso de labriegos– a quien no podía costear un servicio médico.
El escritor Isidoro Valverde Álvarez, cronista oficial de Cartagena en dos ocasiones, describió a Romero de la siguiente manera en su libro Cali o marra (1973):

Este cartagenero alto y delgado como un junco, de pelo blanco y perilla blanca; que se llama José Romero Font, amigo de la capa, nacido en la calle Mayor en 1897, sabe todo lo que hay que saber de la procesiones de su tierra; mas aún de las marrajas, y todavía más, si es que fuera posible, del Jesús.

Romero era miembro de la Asociación de Amigos de la Capa, y entre sus aficiones destacó el coleccionismo de vitolas de puros –vitolfilia–, así como la fotografía, de forma que tras su defunción su hijo Carlos instituyó en su memoria un certamen anual de este arte, cuya organización fue encargada a Enrique Tarifa Murcia, presidente de la Asociación Fotográfica de Cartagena.